# Eric Mabius
Eric Harry Timothy Mabius (ur. 21 kwietnia 1971 w Harrisburg) – amerykański aktor telewizyjny, teatralny i filmowy irlandzkiego, austriackiego i polskiego pochodzenia.

## Życiorys

### Wczesne lata
Urodził się w Harrisburg w stanie Pensylwania w rodzinie rzymskokatolickiej Elizabeth (z domu Dziczek) i Craiga Mabiusów. Ma brata Craiga. Ukończył Amherst Regional High School w Amherst, w stanie Massachusetts. Uczył się tańca i rzeźby w Sarah Lawrence College w Bronxville, w stanie Nowy Jork. 

### Kariera
Występował na scenie Off-Broadwayu, zanim pojawił się na kinowym ekranie w komediodramacie Witaj w domu dla lalek (Welcome to the Dollhouse, 1995) i dramacie Podróż Augusta Kinga (The Journey of August King, 1995) u boku Jasona Patrica. 
Zagrał w dramacie Szkoła uwodzenia (Cruel Intentions, 1999) z Sarah Michelle Gellar, Ryanem Phillippe'em i Reese Witherspoon. 
Pojawił się gościnnie w serialach: CBS Szpital Dobrej Nadziei (Chicago Hope, 1997), Ich pięcioro (Party of Five, 1999), Luzik Guzik (Get Real, 2000), Fox Życie na fali (The O.C., 2005).
Sławę zyskał rolą Daniela Meade, lekkomyślnego kobieciarza o dobrym sercu, redaktora naczelnego pisma o modzie i szefa głównej bohaterki w serialu ABC Brzydula Betty (Ugly Betty, 2006-2007).
W 2006 roku poślubił Ivy Sherman. Mają dwóch synów: Maxwella Elliota (ur. 15 czerwca 2006) i Rylana Jaxsona (ur. 7 grudnia 2008).

## Wybrana filmografia

### Filmy fabularne
- 1995: Podróż Augusta Kinga (The Journey of August King) jako Hal Wright
- 1995: Witaj w domku dla lalek (Welcome to the Dollhouse) jako Steve Rodgers
- 1996: On Seventh Avenue (TV) jako gracz
- 1997: Black Circle Boys jako Shane Carver
- 1997: A Gun for Jennifer jako Bar Patron 2/Clyde's Sidekick
- 1997: Świerszcze w trawie (Lawn Dogs) jako Sean Torrance
- 1998: W kręgu ognia (Around the Fire) jako Andrew
- 1999: Splendor jako Ernest
- 1999: The Minus Man jako Gene Panich
- 1999: Szkoła uwodzenia (Cruel Intentions) jako Greg McConnell
- 2000: Wirey Spindell jako Wirey w wieku 17 lat
- 2000: Kruk 3: Zbawienie (The Crow: Salvation) jako Alex Corvis
- 2001: Pokusa (Tempted) jako Ted
- 2001: Przez granicę (On the Borderline) jako Luke
- 2002: Resident Evil jako Matt
- 2002: Taniec pod księżycem (Dancing at the Harvest Moon, TV) jako John Keats
- 2003: Zlecenie (The Job) jako Rick
- 2003: The Extreme Team jako Darby
- 2003: Just Like You Imagined (film krótkometrażowy) jako Gender Shifter
- 2004: Resident Evil 2: Apokalipsa (Resident Evil: Apocalypse) jako Nemesis / Matt Addison
- 2005: Reeker jako Radford
- 2005: Wydział Venice Underground (Venice Underground) jako Danny
- 2006: Księżyc Voodoo (Voodoo Moon, TV) jako Cole
- 2012: Jak się zakochać (How to Fall in Love, TV) jako Harold White

### Seriale TV
- 1997: Szpital Dobrej Nadziei (Chicago Hope) jako Zeb Moser
- 1999: Millennium jako Samiel
- 1999: Ich pięcioro (Party of Five) jako Brian Stilman
- 2000: Luzik Guzik (Get Rea) jako Andrew Clark
- 2000: Asy z klasy (Popular) jako trener
- 2003: Gliniarze bez odznak (Fastlane) jako Trey
- 2004–2006: Słowo na L (The L Word) jako Tim Haspel
- 2005: Eyes jako Jeff McCann
- 2005: Życie na fali (The O.C.) jako Dean Jack Hess
- 2006: CSI: Kryminalne zagadki Miami jako agent FBI Perry
- 2006–2010: Brzydula Betty (Ugly Betty) jako Daniel Meade
- 2009: Słowo na L (The L Word) jako Tim Haspel
- 2011: Wygnańcy (Outcasts) jako Julius Berger
- 2011: Chase jako Justin Tate
- 2012: Franklin & Bash jako Rossi
- 2013: Skandal (Scandal) jako Peter Caldwell
- 2015: Chicago Fire jako Jack Nesbitt